# Gueto de Radom
El gueto de Radom fue un gueto establecido en marzo de 1941 en la ciudad de Radom durante la ocupación de Polonia, con el propósito de perseguir y explotar a los judíos polacos. Fue cerrado al exterior oficialmente en abril de 1941. Un año y medio después, comenzó la liquidación del gueto en agosto de 1942 y terminó en julio de 1944, con aproximadamente 30 000 a 32 000 víctimas (hombres, mujeres y niños) deportadas a bordo de los trenes del Holocausto hacía sus muertes en el campo de exterminio de Treblinka.

## Antecedentes
Durante la invasión de Polonia, la ciudad de Radom fue tomada por las fuerzas alemanas el 8 de septiembre de 1939. La población total era de 81 000 en ese momento, de los cuales 25 000 eran judíos. El 30 de noviembre de 1939, el SS-Gruppenführer Fritz Katzmann de las Selbstschutz, que dirigió las operaciones de asesinato anteriormente en Breslavia y en Katowice, fue nombrado líder superior de las SS y de la policía (SSPF) de Radom. Su llegada fue seguida por violencia desenfrenada y pillaje para beneficio personal. Katzmann ordenó la ejecución de líderes judíos de inmediato. Antes de la creación de un gueto, muchos judíos fueron obligados a realizar trabajos forzados. Una de sus primeras tareas por orden alemana fue reconstruir la fábrica polaca de armas de Łucznik anterior a la guerra, dañada durante el ataque, para satisfacer las necesidades militares alemanas. La fábrica sirvió como el principal empleador local nazi durante toda la guerra.
Los alemanes obligaron a la comunidad judía a pagar contribuciones y confiscaron sus objetos de valor y negocios. Sin embargo, las existencias de metales preciosos ya se habían agotado porque los judíos de Radom, especialmente las mujeres judías de «Wizo» – hicieron donaciones masivas al fondo de la fuerza aérea polaca durante meses antes de la invasión. Incluso los judíos menos afortunados compraron con orgullo bonos de la defensa aérea hasta mayo de 1939.
Poco después de la invasión, entre septiembre y octubre de 1939, las SS llevaron a cabo incursiones sorpresa en las sinagogas. Los fieles fueron sacados a rastras y puestos en comandos de trabajo. La sinagoga de Radom fue profanada por los nazis y su mobiliario destruido. Para infundir miedo, el concejal judío Jojna (Yona) Zylberberg fue hecho marchar con una piedra sobre la cabeza y golpeado por los soldados de las SS. Su esposa había muerto en un accidente doméstico solo unos meses antes al caerse de una ventana cuando trataba de colgar visillos, dejando atrás a sus dos hijos. Entre diciembre de 1939 y enero de 1940, se estableció el Judenrat para servir como una organización intermediaria entre el comando alemán y la comunidad judía local. Mil hombres fueron enviados a campos de trabajo de la reserva de Lublin en el verano de 1940. En diciembre, el gobernador general alemán Hans Frank estacionado en Cracovia ordenó la expulsión de 10 000 judíos de la ciudad. Solo 1840 fueron deportados debido a dificultades técnicas. En la primavera de 1941 había unos 32 000 judíos en Radom. Katzmann permaneció allí hasta la Operación Barbarroja.

## Historia del gueto
La ciudad de Radom recibió a judíos expulsados de otros lugares de Polonia, incluidos los judíos recluidos en el gueto de Cracovia porque Cracovia, según los deseos del Gauleiter Hans Frank, se convertiría en la ciudad «racialmente más limpia» del territorio del Gobierno General para servir como su capital alemana. El gobernador general Frank emitió una orden para crear el gueto de Radom en marzo de 1941. Una semana antes, la nueva administración nazi formó la policía del gueto judío para ayudar con las reubicaciones. A los judíos se les dio diez días para desalojar sus hogares de antes de la guerra y establecerse dentro de la zona del gueto junto con sus familias. El área se dividió en dos como en muchas otras ciudades polacas. Las puertas del gueto se cerraron desde el exterior el 7 de abril de 1941. Cerca de 33 000 judíos polacos se reunieron allí; 27 000 en el gueto principal y alrededor de 5000 en un gueto más pequeño en las afueras. La mayor parte del área del gueto no estaba amurallada; las barreras estaban formadas por los propios edificios y las salidas eran custodiadas por policías judíos y polacos. El «gran gueto» se estableció en la calle Wałowa en el distrito central de Śródmieście y el «pequeño gueto» en el distrito de Glinice.

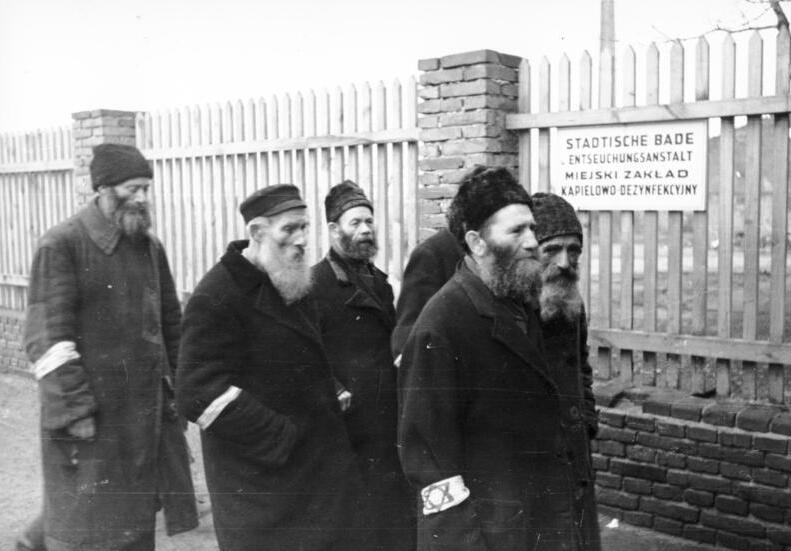
Judíos con brazaletes en el gueto de Radom, marzo de 1941

Como ocurría con muchos otros guetos durante la ocupación de Polonia, el hambre no era infrecuente. Las raciones asignadas por los alemanes para una persona en el gueto eran 100 gramos de pan por día. No obstante, las condiciones en el gueto de Radom eran, en promedio, mejores que en muchos otros guetos contemporáneos de la Europa ocupada por los nazis.
En los primeros meses de 1942 los alemanes llevaron a cabo varias acciones, arrestando o ejecutando sumariamente a varios líderes de la comunidad judía. Los alemanes comenzaron a liquidar formalmente el gueto de Radom, a partir de agosto de 1942 como parte de la Operación Reinhard. La primera gran deportación vació el pequeño gueto de Glinice. Los alemanes fueron ayudados por las unidades de la Granatowa policja y los «Hiwis». A fines de agosto, aproximadamente 2000 judíos permanecían en Radom. Los judíos deportados fueron enviados a campos de exterminio (principalmente Treblinka y Auschwitz). Los restos del gueto de Radom se convirtieron en un campo de trabajo temporal. Los últimos judíos de Radom fueron desalojados en junio de 1944, cuando el 26 de junio los últimos habitantes fueron deportados a Auschwitz. Solo unos pocos cientos de judíos de Radom sobrevivieron a la guerra.

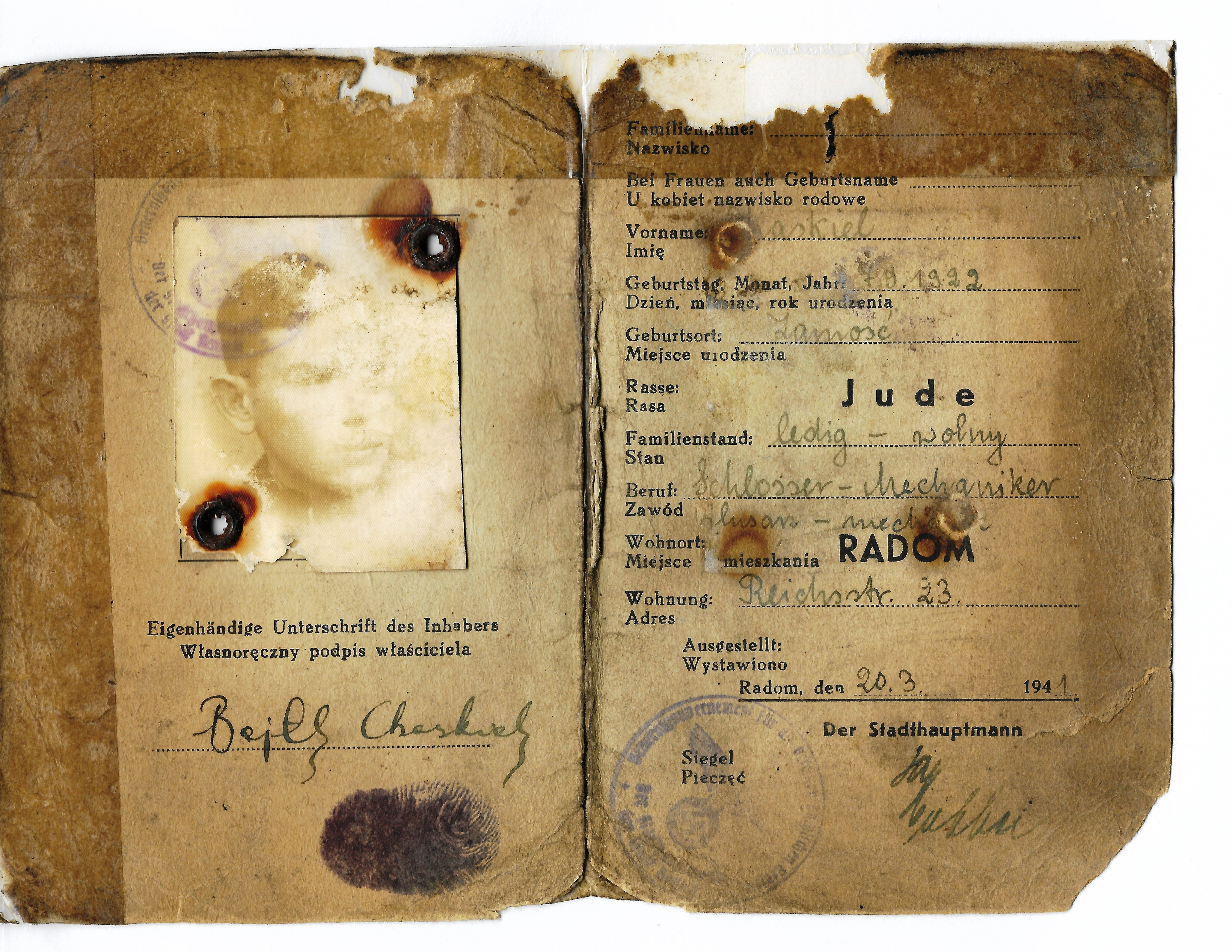
Documento de identificación judía emitido en Radom, 1941. Durante la ocupación alemana de Polonia.

### Escape y rescate
Entre los rescatadores de judíos polacos, el papel más destacado fue el del Dr. Jerzy Borysowicz (pl), director del hospital psiquiátrico de Radom ubicado en la calle Warszawska. La instalación se salvó de los nazis sólo porque el antiguo edificio de la iglesia no podía usarse para cualquier propósito relacionado con la guerra. Los judíos, incluidos los niños, recibían ayuda diaria de Borysowicz y de su personal médico en total secreto. Lo más dramático fue el rescate de las personas que sufrían en el gueto de la fiebre tifoidea. Borysowicz trató a Mordechai Anielewicz, líder de la Organización de Combate Judía que contribuyó en la ingeniería del levantamiento del gueto de Varsovia. Sin embargo, la mayoría de sus pacientes no sobrevivieron al Holocausto. Anielewicz murió en el levantamiento. Borysowicz fue galardonado con el título de Justo entre las Naciones póstumamente, en 1984, cuatro años después de su muerte el 5 de junio de 1980.
Entre los polacos asesinados por los nazis por salvar judíos se encontraba Adam Rafałowicz, de 60 años, que vivía en Radom, fusilado el 18 de septiembre de 1942 por prestar ayuda a un judío. Hubo más asesinatos de este tipo en el condado de Radom. Un grupo de aldeanos de los alrededores de Ciepielów cerca de Radom, incluidos Piotr Skoczylas y su hija Leokadia de 8 años, fueron quemados vivos por un batallón del ORPO el 6 de diciembre de 1942 por albergar a judíos. El mismo día, otro granero lleno de gente fue incendiado en la cercana Rekówka, y 33 polacos que salvaron a judíos fueron quemados vivos, incluidas las familias de Obuchiewicz, Kowalski y 14 de la familia Kosior. Roman Jan Szafranski, de 64 años, que vivía en Radom con su esposa Jadwiga, fueron sorprendidos albergando a una niña judía, Anna Kerc (nacida en 1937); la niña fue asesinada, él fue enviado al campo de concentración de Gross-Rosen donde falleció. Su esposa fue enviada a Ravensbrück pero sobrevivió.

### Después de la Segunda Guerra Mundial
Solo unos 300 judíos sobrevivieron al Holocausto y regresaron a vivir a la ciudad después de la guerra, solo 2 familias regresaron intactas.
Unos meses después del final de la guerra, 9 judíos fueron asesinados por polacos locales en uno de los apartamentos de la ciudad. Los ataron a sillas y ldegollaron. Después del asesinato, se envió un mensaje a todos los judíos en Radom de que cualquier judío que permanezca sufrirá el mismo destino. A excepción de un judío soltero que estaba casado con una polaca cristiana, todos los judíos de Radom abandonaron la ciudad. Hoy en día no hay comunidad judía en la ciudad.
En noviembre de 2010 se inauguró un monumento conmemorativo en la ciudad donde se encontraba el cementerio judío

## Lectura adicional
- Sebastian Piątkowski, "Radom - zarys dziejów miasta", Radom 2000, ISBN 83-914912-0-X.
- Sebastian Piątkowski "Dni życia, dni śmierci. Ludność żydowska w Radomiu w latach 1918 - 1950", Naczelna Dyrekcja Archiwów Państwowych, Warszawa 2006, ISBN 83-89115-31-X
- Manny Steinberg, describes living as a child in the Radom Ghetto, Amsterdam Publishers 2015, ISBN 9789082103137. Also in French: Souvenirs d'un survivant de la Shoah, in German: Aufschrei gegen das Vergessen and in Italian: Il Grido di Protesta: Memorie dell’Olocausto.
- Marlot Wandel, Personal testimony on hiding as a child in the Radom Ghetto (PDF file, direct download) Yadvashem.org – Testimony of Marlot Wandel, pages. 3-4.